# ディディエ・ヴァン・コーヴラール
ディディエ・ヴァン・コーヴラール（Didier Van Cauwelaert、1960年7月29日 – ）は、フランス人小説家である。

## 経歴
1960年、フランスニース生まれ。
1994年にゴンクール賞を受賞した。
2003年の作品Hors de moi(Out of My Head)は、2011年にジャウム・コレット＝セラ監督の『アンノウン』として映画化された。

## 受賞歴
- ゴンクール賞 1994年 （Un aller simple（『片道切符』）に対して）

## 邦訳作品
- 『片道切符』Hayakawa Novels、高橋啓訳、早川書房、1995年
- 『妖精の教育』香川由利子訳、早川書房、2001年
- 『聖骸布の仔』竹下節子訳、中央公論新社、2006年

## 主な著書
- Vingt ans et des poussières (1982)
- Poisson d'amour (1984)
- Les vacances du fantôme (1986)
- L'orange amère (1988)
- Un objet en souffrance (1991)
- Cheyenne (1993)
- Un aller simple（『片道切符』） (1994)
- La vie interdite (1997)
- Corps étranger (1998)
- La demi-pensionnaire (1999)
- L'éducation d'une fée（『妖精の教育』） (2000)
- L'Apparition (2001)
- Rencontre sous X (2002)
- Amour (2002)
- Hors de moi(Out of My Head) (2003)
- L'évangile de Jimmy（『聖骸布の仔』） (2004)
- Attirances (2005)
- Cloner le Christ ? (2005)
- Le père adopté (2007)
- La nuit dernière au XVe siècle (2008)
- Les témoins de la mariée (2010)